# Condado de Shelby (Iowa)
El condado de Shelby (en inglés: Shelby County, Iowa), fundado en 1851, es uno de los 99 condados del estado estadounidense de Iowa. En el año 2000 tenía una población de 13 173 habitantes con una densidad poblacional de 9 personas por km². La sede del condado es Harlan.

## Geografía
Según la Oficina del Censo, el condado tiene un área total de 1531 km² (591,1 mi²), de la cual 1531 km² (591,1 mi²) es tierra y 3 km² (1,2 mi²) es agua.

### Condados adyacentes
- Condado de Crawford norte
- Condado de Audubon este
- Condado de Cass sureste
- Condado de Pottawattamie sur
- Condado de Harrison oeste

## Demografía
En el 2000 la renta per cápita promedia del condado era de $37 442, y el ingreso promedio para una familia era de $44 681. El ingreso per cápita para el condado era de $16 969. En 2000 los hombres tenían un ingreso per cápita de $29 402 contra $20 296 para las mujeres. Alrededor del 6.00% de la población estaba bajo el umbral de pobreza nacional.
| 1900   | 1910   | 1920   | 1930   | 1940   | 1950   | 1960   | 1970   | 1980   | 1990   | 2000   |
| ------ | ------ | ------ | ------ | ------ | ------ | ------ | ------ | ------ | ------ | ------ |
| 17 932 | 16 552 | 16 065 | 17 131 | 16 720 | 15 942 | 15 825 | 15 528 | 15 043 | 13 230 | 13 173 |

## Lugares

### Ciudades
- Defiance
- Earling
- Elk Horn
- Harlan
- Irwin
- Kirkman
- Panama
- Portsmouth
- Shelby
- Tennant
- Westphalia

### Principales carreteras
- U.S. Highway 59
- Carretera de Iowa 37
- Carretera de Iowa 44
- Carretera de Iowa 173
- Carretera de Iowa 191